# Citra (houblon)
Pour les articles homonymes, voir Citra et CIT.
Le Citra est une variété américaine de houblon (Humulus lupulus) destinée à la production de bière, qui a un profil aromatique puissant tout en gardant une certaine amertume. Il est également connu sous le code international CIT, ainsi que sous l’identifiant HBC 394 ou le nom complet Citra Brand HBC 394 cv — où « HBC » désigne la Hop Breeding Company qui l’a développé en 2007 et reste propriétaire de la marque.

## Historique

### Contexte et origines
Dans les années 1990 et 2000, les brasseurs américains profitent des avancées de la recherche agroalimentaire sur le houblon : de nouvelles variétés leur permettent de créer des bières plus houblonnées, inspirées des India pale ales (IPA) historiques. Les premiers houblons à se distinguer dans cette période sont le Simcoe, puis son descendant le Mosaic (issu d’un croisement avec le houblon amérisant Nugget). Les consommateurs suivent l’offre, et la demande pour des bières plus houblonnées s’intensifie — une mode qui atteindra l’Europe dans les années 2000 et 2010.
Le Citra s’inscrit dans cette mouvance, mais n’est finalisé que tardivement. C’est le responsable des sélections génétiques de houblons chez John I. Haas, Gene Probasco, qui est à l’origine du « croisement 114 » (noté « X-114 »), futur Citra. Les deux variétés parentes ne sont pas nommées, mais le profil génétique du Citra montre qu’il tire ses origines du Hallertau Mittlefruh (50 %), du US Tettnang (25 %), du Brewers Gold (19 %) et du East Kent Golding (3 %), le reste provenant possiblement d’un houblon sauvage américain, même si d’autres sources sont parfois citées.
Les premiers plants de test sont réalisés dans les années 1990 chez Select Botanicals aux États-Unis, suivant le processus habituel pour un nouveau houblon. Les arômes de la variété sont cependant si spécifiques qu’il faut attendre 2007 pour que le résultat soit finalisé, officiellement par l’entreprise Hop Breeding Company — une coentreprise basée à Yakima entre Select Botanicals et John I. Haas,, devenu entretemps la partie américaine du groupe BarthHaas. Le financement de la finalisation provient des brasseries Sierra Nevada, Deschutes et Widmer Brothers (en).

### Premières utilisations
| Année | Surface  | Part   | Rang  |
| ----- | -------- | ------ | ----- |
| 2009  | 40 ha    | 0,2 %  | loin  |
| 2010  | 46 ha    | 0,4 %  | loin  |
| 2011  | 97 ha    | 0,8 %  | loin  |
| 2012  | 218 ha   | 1,7 %  | ≃ 15e |
| 2013  | 533 ha   | 3,7 %  | 7e    |
| 2014  | 727 ha   | 4,7 %  | 6e    |
| 2015  | 1 211 ha | 6,9 %  | 5e    |
| 2016  | 1 819 ha | 8,8 %  | 4e    |
| 2017  | 2 072 ha | 9,6 %  | 3e    |
| 2018  | 2 583 ha | 11,6 % | 1er   |
| 2019  | 3 517 ha | 15,4 % | 1er   |

Sierra Nevada est la première brasserie à l’utiliser en 2008, dans son IPA Torpedo, le premier ajout à sa gamme permanente depuis 1992 ; Widmer Brothers (en) lui emboîte le pas dans sa Sunburn Summer Brew, et Deschutes dans son IPA Dark Black. À partir de 2009, le houblon est commercialisé pour les brasseries qui n’ont pas participé au financement.
Les brasseries testent et approuvent rapidement ce houblon : la demande s’intensifie, et la production double chaque année de 2010 à 2013. Cette année-là, le Citra entre dans le top 10 des variétés de houblon les plus cultivées aux États-Unis, en passant les 500 ha.
Au cours des années suivantes, la demande et la production continuent d’augmenter fortement et régulièrement.

### Production de masse
En 2018, un seuil est franchi : le Citra devient le houblon occupant le plus de surface aux États-Unis, devançant dans ce pays (et dans le monde) les variétés Cascade et Centennial, qui ont respectivement eu leur pic en 2016 et 2017. Avec ces évolutions, plus de la moitié (52 %) des plants de houblon aux États-Unis sont des variétés propriétaires.
Cette année là, seules deux variétés dans le monde occupent de plus grandes surfaces : la Herkules (amérisante, créée en 2006 par le Centre de recherche sur le houblon de Hüll, cultivée en Allemagne) qui couvre plus de 6 500 ha, et la Saaz (cultivée en Tchéquie) ; le Citra devance ici la Perle (variété de 1978) et la Hallertau Tradition (variété de 1993).
Le Citra a été dans les premiers houblons distribués par poudre de lupuline, une technologie accessible aux microbrasseries à partir de 2017, ainsi qu’en Incognito, accessible en 2019.

## Caractéristiques

### Utilisations et alternatives
Le Citra a des caractéristiques intéressantes pour la production de bière. Il est essentiellement utilisé pour son profil aromatique, mais est également assez fortement amérisant.
Il est notamment utilisé dans des IPA et DIPA, et des pale ales américaines. Son nom en ‘C’ a certainement d’ailleurs été choisi en référence aux autres houblons ayant ce profil (Cascade, Centennial, Columbus, Chinook, etc.).
Du fait de son profil aromatique intense et de la forte amertume qu’il génère, le Citra n’a pas de véritable alternative ; les meilleurs houblons de substitution sont cependant probablement le Simcoe, le Centennial et le Mosaic,,.

### Amertume et conservation
| Mesure       | Min.  | Max.  |
| ------------ | ----- | ----- |
| Acides alpha | 10 %  | 15 %  |
| Acides bêta  | 3,5 % | 4,5 % |
| Rapport α/β  | 2     | 5     |
| HSI          | 0,25  | 0,28  |

Le brassage du Citra génère un taux d’acides alpha élevé — surtout pour un houblon ayant un tel profil aromatique —, de 10 % à 15 %, ce qui donne aux bières qui l’utilisent une importante amertume.
L’une de ses caractéristiques est cependant le faible taux de cohumulone généré, un acide alpha tenu en général responsable d’une amertume « dure » : celle-ci ne représente que de 20 % à 35 % des acides alpha du Citra, là où pour certains houblons ce taux peut monter à 65 %.
Le Citra a également un profil permettant un bon vieillissement de la bière. Sa forte proportion d’acides alpha par rapport aux acides bêta permet de maintenir l’amertume durant la fabrication de la bière, et son Hop Storage Index de 27 % indique une bonne conservation sur le long terme.

### Arômes et combinaisons
| Huile         | Min.  | Max.  |
| ------------- | ----- | ----- |
| Myrcène       | 60 %  | 70 %  |
| Humulène      | 7 %   | 12 %  |
| Caryophyllène | 5 %   | 8 %   |
| Farnésène     | < 1 % | < 1 % |
| Autres        | 8 %   | 28 %  |

Il possède des arômes de pamplemousse, citron vert et fruits tropicaux. Ce profil très « agrume » et « fruité », un peu « résineux », est dû au fort taux de myrcène parmi ses composants oléagineux (de 60 % à 70 %).
Les caractéristiques du houblon Citra l’autorisent à être utilisé seul pour le brassage d’une bière — il est en 2020 le houblon le plus utilisé pour des bières mono-houblon —, mais il est cependant assez courant de l’utiliser en conjonction avec au moins un autre houblon. Une étude sur les mélanges de houblons réalisée en 2020 montre que le Citra est très régulièrement utilisé avec du Mosaic — que ce soit pour une bière à deux houblons ou à plus —, et régulièrement aussi avec du Simcoe, de l’Amarillo, de l’El Dorado, du Galaxy, du Columbus, du Centennial et du Chinook.

### Culture
Le Citra restant une variété propriétaire, aucun rhizome n’est disponible à la vente. Il n’y a donc pas énormément de sources d’informations concernant la culture de ce houblon. Il est cependant dit que la croissance est plutôt rapide, et la récolte assez facile. Celle-ci se fait plutôt entre le début et le milieu de la saison[précision nécessaire].
La culture peut se faire a priori sous nombre de climats. Les seules exploitations cultivant du Citra sont cependant situées aux États-Unis dans la région dite Pacific Northwest (PNW) — soit les États de Washington, de l’Oregon et de l’Idaho. Le rendement moyen y est de 1,6 t/ha à 1,8 t/ha, ce qui est considéré un peu faible.
Les plants de Citra sont relativement résistants au mildiou et à l’oïdium, ainsi qu’à la verticilliose. Ils restent cependant sensibles aux pucerons. Les cônes sont de taille moyenne, et plutôt denses.

## Exemple de bières
Le Citra a été utilisé dans un très grand nombre de bières, artisanales comme industrielles, issues de microbrasseries comme de grands groupes. Il est donc impossible d’en faire une liste exhaustive.
- Les premières bières à utiliser ce houblon sont l’IPA Torpedo de Sierra Nevada[N 13],[25], la Sunburn Summer Brew de Widmer Brothers (en) et l’IPA Dark Black de Deschutes. Les trois brasseries avaient participé au financement du développement de la variété (voir section « Historique »), et ont continué à utiliser la variété régulièrement : Sierra Nevada a développé une « variation » de la Torpedo nommée Tropical Torpedo[N 14],[26], et utilise aussi le houblon dans sa Hazy Little Thing[N 15],[27] ; Widmer Brothers (en) l’utilise en 2021 dans sa Green Skies[N 16],[28], sa Juicy Sunrise[N 17],[29] et sa ‘Til I Die[N 18],[30] ; et Deschutes dans ses Fresh Squeezed[N 19],[31] et Fresh Squeezed Old Fashioned[N 20],[32], sa Lil’ Squeezy[N 21],[33], sa Royal Fresh[N 22],[34] et sa Wowza![N 23],[35].
- La brasserie Duvel a commencé en 2007 à brasser la Duvel Tripel Hop, en utilisant deux houblons standards de la marque Duvel (le Saaz-Saaz venant de Tchéquie, et le Styrian Golding venant de Slovénie[36],[37]), et en houblonnant à cru (ce qu’on appelle le « dry hopping ») un troisième houblon variant chaque année[36]. La version Citra a gagné l’une des 37 médailles d’or distribuées à la première édition du Brussels Beer Challenge (nl)[36] qui s’est déroulée en 2012[38],[39]. En 2016, après avoir organisé une dégustation des six éditions précédentes, Duvel a décidé de brasser annuellement son édition avec du Citra (arrivée devant les versions Mosaic et Amarillo[38]), qui a donc été nommée la Duvel Tripel Hop Citra[36] et a été rendue disponible à partir de 2017[40].
- Nombre de brasseries artisanales partout dans le monde ont produit des bières mono-houblon à base de Citra, profitant de sa bonne expressivité. On peut citer la Citra de la brasserie Blacksmith de Waterloo en Belgique (4,5°, 42 IBU)[41], l’IPA Citra de la brasserie Multi-Brasses de Tingwick au Canada (6,3°, 80 IBU)[42], la Zombie Dust de la brasserie Three Floyds (en) de Munster aux États-Unis (6,5°, 62 IBU)[43],[24], la Single Hop Citra de la brasserie Boum’R de Wettolsheim en France (6,0°, 80 IBU)[44], la Citra de la brasserie Eight Degrees de Mitchelstown en Irlande (5,7°, 62 IBU)[45], la Citra Single Hop de la brasserie Mikkeller de Copenhague au Danemark (6,9°, 88 IBU)[46], la Shoegaze & Beyond de la brasserie Zagovor de Moscou en Russie (9,5°, 40 IBU)[47], etc.
- Le houblon Citra est si emblématique que diverses bières ont été nommées d’après lui alors même qu’elles sont faites d’un mélange de houblons, parfois même renforcés d’autres artifices. On peut citer par exemple la Citra de la TRBL Compagnie basée à Orgeval en France, qui comprend également du Colombus et du Chinook[48] ; ou la Citra Galactique de la Brasserie du Grand Paris basée à Saint-Denis en France[49], qui comprend aussi du Galaxy, de l’Amarillo et du Magnum, ainsi que du jus de pamplemousse[50] pour renforcer l’effet fruité. Sur une idée proche, la Citra Pale Ale de la brasserie Upslope (en) basée à Boulder aux États-Unis, qui officiellement « met en vedette le houblon Citra »[51], a même plutôt un arôme qui rappellerait le houblon Simcoe[52].